# حضارة لاتين
وُجدت حضارة لاتين (بالإنجليزية: La Tène culture)‏ في العصر الحديدي في أوروبا. تطورت هذه الحضارة وازدهرت في أواخر العصر الحديدي (منذ حوالي 450 قبل الميلاد إلى بداية الغزو الروماني في القرن الأول قبل الميلاد)، بعد حضارة هالستات في أوائل العصر الحديدي دون أي انقطاع ثقافي محدد، وتحت زخم نفوذ حضارات البحر الأبيض المتوسط الكبير من الإغريق في بلاد الغال قبل الاحتلال الروماني والحضارة الإتروسكانية وثقافة غولاساكا.
يتوافق نطاقها الإقليمي لما هو الآن يُشكل فرنسا وبلجيكا وسويسرا والنمسا وجنوب ألمانيا وجمهورية التشيك وأجزاء من شمال إيطاليا وسلوفينيا والمجر، بالإضافة إلى أجزاء مجاورة من هولندا وسلوفاكيا وكرواتيا وترانسيلفانيا (غرب رومانيا) وروثينيا الكارباتية (غرب أوكرانيا). شاركت شعوب السلتيإيبيرون من غرب شبه الجزيرة الإيبيرية العديد من جوانب الثقافة معهم، وإن لم يكن من الناحية الفنية بشكل عام. نحو الشمال امتد العصر الحديدي قبل الروماني إلى شمال أوروبا، بما في ذلك حضارة ياستورف في ألمانيا الشمالية.
بسبب موقعها في مركز بلاد الغال القديمة، تمكنَّت هذه الحضارة من الانتشار بشكل واسع إذ شملت على مجموعة واسعة من الاختلافات الثقافية المحلية. وهي غالبًا ما تتميز عن الثقافات السابقة والمجاورة بشكل رئيسي في نمطها الخاص في الفن الكلتي، الذي يتَّسم بزخارف منحنية وخاصةً في تصميم الأشكال المعدنية.
سُميّت على اسم موقع لاتين نوشاتيل على الجانب الشمالي من بحيرة نوشاتيل في سويسرا، حيث أودعت آلاف الأشياء في البحيرة، التي اكتُشفت بعد انخفاض مستوى المياه عام 1857. اسم المنطقة هو لاتين إلى جانب أنه استُخدِم من قِبَل علماء الآثار في الفترة اللاحقة من حضارة وفنون الكلت القديمة، وهو مصطلح راسخ ومعروف بقوة بين الناس، ولكنه يُشكّل العديد من المشاكل بالنسبة للمؤرخين وعلماء الآثار.

## الثقافة المادية

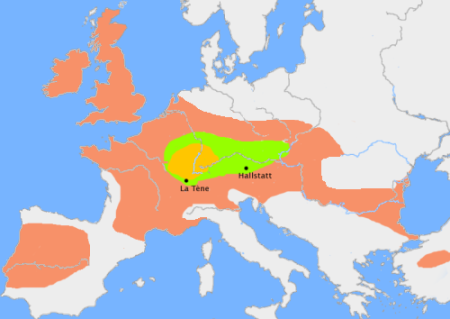
الكلت في الفترة من 800 إلى 400 قبل الميلاد

يُعدّ الأسلوب الذي اتّبعه شعب لاتين في تصميم الأعمال المعدنية بواسطة البرونز والحديد والذهب والتي تطورت تقنيًا من حضارة هالستات، عبارة عن حلقات حلزونية مُدرجة ومتشابكة مرسومة على قوارير نحاسية وخوذ لدروع وعربات الأحصنة والمجوهرات، وخاصةً الأطواق المعدنية التي توضع حول الرقبة (تورك) ودبابيس الزينة (بروش). تتمثل هذه الأعمال بأشكال حيوانية ونباتية منحنية وأنيقة وتعتمد نقوشها على التصاميم الهندسية في النمط ذاته المُستخدم في التقاليد الهالستاتية.
يعتمد الأسلوب الأولي للفن في حضارة لاتين على زخارف هندسية جامدة بينما شكّلت الفترة الانتقالية إلى الأسلوب المتطور نقلة مختلفة تمثلت بتصميم أشكال حركية مثل نماذج تريسكليون (الرمز الكلتي). بعض الأقسام الفرعية ضمن هذا الأسلوب المتطور تحتوي على تصاميم أكثر تحديدًا، مثل الأشكال اللولبية المتلاحقة التابعة لأسلوب والدالجيسم.
في البداية عاش شعب لاتين في مستوطنات مفتوحة يُهيمن عليها زعماء الحصون في التل. يظهر تطور التجمعات السكنية - أوبيدوم -في منتصف عمر حضارة اللاتين إذ كانت مساكن لاتين تعتمد على الأخشاب بدلًا من حجارة البناء. وقد حفرت شعوب لاتين خنادق من أجل ممارسة طقوس دينية معينة، إذ كانت تُلقى فيها القرابين وحتى أيضًا الأضاحي البشرية. يبدو أن الرؤوس المقطوعة كانت تمتلك قوة كبيرة وغالبًا ما كانت تُرسم أو تُنقش على المنحوتات. احتوت الخنادق التي حفروها على أسلحة وعربات ومقتنيات منزلية متواضعة وثمينة، والتي من شأنها أن تنقل القوة إلى الحياة الآخرة.
تكشف المدافن متقنة الصنع أيضًا عن شبكة تجارية واسعة. في مدينة فيكس في فرنسا، دُفنت امرأة من طبفة اجتماعية مرموقة من القرن السادس قبل الميلاد مع «خلاط نبيذ» برونزي كبير جدًا مصنوع في اليونان. كانت الصادرات من المناطق الثقافية في لاتين إلى حضارات البحر الأبيض المتوسط تعتمد على الملح والقصدير والنحاس والعنبر والصوف والجلود والفراء والذهب. اكتُشف أيضًا مجموعة من القطع الأثرية النموذجية التابعة لحضارة لاتين في مناطق بعيدة ومتفرقة تصل حدودها إلى اسكندنافيا وشمال ألمانيا وبولندا وأيضًا إلى دول البلقان. لذلك من الممكن الحديث أيضًا عن «فترة حضارة لاتين» في سياق تاريخ تلك المناطق، على الرغم من أنها لم تكن أبدًا جزءًا من حضارة لاتين بشكل مباشر، ولكنها، بطريقة ما، متصلة بتلك المنطقة من خلال الطرق التجارية.

## الإثنولوجيا
كان حاملو ثقافة لاتين هم الأشخاص المعروفين باسم الكلت أو الغالون بالنسبة لعلماء الإثنولوجيا القدماء. لم يكن للثقافة الكلتية القديمة أي أدب مكتوب أو مؤرَّخ، ولكن ثمَّة أمثلة نادرة للمخطوطات المكتوبة بالحروف الأبجدية اليونانية أو اللاتينية ما يسمح بإعادة البناء المُجزَّأ للغة الكلتية القارية.
إن المعرفة بهذه المنطقة الثقافية مُستمدة من ثلاثة مصادر هي: الأدلة الأثرية والأدلة الأدبية اليونانية واللاتينية والأدلة الإثنولوجية التي تُشير إلى وجود بعض أشكال الفن والثقافة الناجية في المناطق الكلتية التقليدية في أوروبا الغربية البعيدة. وقد حدَّد المؤلفون اليونانيون والرومانيون بعض المجتمعات التي تُعرف على أنها ثقافة مادية في حضارة لاتين منذ القرن الخامس وما بعده مثل كيلتوي (المشتق من حضارة الكلت) وغالي (المشتق من حضارة بلاد الغال). وضع المؤرخ هيرودوت منطقة شعب كيلتوي في مركز نهر الدانوب الذي يُعدّ قلب الثقافة المادية: «يتدفق نهر الدانوب في جميع أنحاء أوروبا ويصبّ في بلاد الكلت».
من الصعب تقييم المعلومات المأخوذة من المصادر القديمة التي توثق حضارة لاتين على أنها منسوبة إلى حضارة الكلت؛ ولقد استنتج علماء الآثار مرارًا وتكرارًا أن اللغة والثقافة المادية والانتماء السياسي لا تتطابق تمامًا معها. ويُلاحظ المؤرخ فري (2004) أنه في القرن الخامس «لم تكن عادات الدفن في الحضارة الكلتية موحدة؛ بل أن لكل مجموعة من المجموعات المحلية معتقداتها الخاصة، ما أدَّى بالتالي إلى ظهور طقوس وأشكال فنية متميزة».